# Podul Maria (Timișoara)

Die alte Hunyadi híd kurz nach der Jahrhundertwende

Detailansicht der Stahlkonstruktion von 1870–71

Podul Maria (ehemals Podul Traian) ist eine Brücke in der westrumänischen Stadt Timișoara und überquert die Bega. Sie verbindet den I. Bezirk Cetate mit dem IV. Bezirk Iosefin. In unmittelbarer Nachbarschaft befindet sich das Wasserregulierungspalais und die Kathedrale der Heiligen drei Hierarchen.

## Holzbrücke
Erste Brücke an Stelle der heutigen Podul Maria war eine Holzbrücke, diese verband das Peterwardeiner Tor mit der Josefstadt. In der zweiten Hälfte des 19. Jahrhunderts war diese alte Brücke bereits morsch und musste deshalb dringend ersetzt werden, zumal sie seit dem 25. Oktober 1869 zusätzlich auch von der in die Josefstadt verlängerten Pferdebahn befahren wurde.

## Stahlbrücke

Detailansicht des einseitigen Fußgängerstegs

Als Ersatz für die baufällige Holzbrücke wurde daher in den Jahren 1870 bis 1871 eine Stahlfachwerkbrücke errichtet. Diese war neben der im gleichen Jahr eröffneten Bem-híd die zweite stählerne Brücke der Stadt. Besonderes Merkmal der Stahlbrücke war der einseitige Fußgängersteg auf der Westseite, das heißt die gesamte Konstruktion war asymmetrisch.
Mit der 1899 erfolgten Einführung der elektrischen Straßenbahn musste die Stahlbrücke von 1871 mit zwei zusätzlichen Stützpfeilern verstärkt werden. An dieser Maßnahme beteiligte sich die damals Temesvári Villamos Városi Vasút Részvénytársaság genannte Straßenbahngesellschaft mit einem Viertel der Kosten.

## Betonbrücke
Mit dem Bau der heutigen Betonbrücke in Richtung Josefstadt wurde im März 1913 begonnen. Der Bau schritt aber während des Ersten Weltkrieges nur langsam voran. Erst zwischen dem 14. und dem 18. Dezember 1915 fand die Belastungsprobe statt, ab dem 1. Januar 1916 konnte sie von Fußgängern passiert werden um schließlich im Laufe des Jahres 1917 auch für den Straßenverkehr freigegeben zu werden. Und erst im November 1918 konnte auch die Straßenbahn wieder vom seit November 1912 benutzten Brückenprovisorium auf die endgültige Trasse verlegt werden. Die alte 120 Tonnen schwere Stahlkonstruktion wurde hingegen 1915 etwa 500 Meter flussabwärts als Fußgängerbrücke wieder aufgebaut, hierbei handelt es sich um die heutige Podul de Fier.
Nach dem Zweiten Weltkrieg wurde die Brücke modernisiert, heute ist sie die breiteste unter den älteren Brücken der Stadt.
Technische Daten: Die Brücke hat eine Öffnung von 32,80 Metern und eine Länge von 40 Metern, die Fahrbahn ist sieben Meter breit, die beiden Fußwege jeweils zwei Meter.

## Namen der Brücke
Auf dem Stadtplan von 1849 ist die hier behandelte Brücke als Große Brücke verzeichnet. Nach dem Österreichisch-Ungarischen Ausgleich von 1867 hieß sie dann zunächst Losonczy híd. Namensgebend war hierbei István Losonczy – der letzte Verteidiger der örtlichen Festung, bevor diese 1552 vom Osmanischen Reich eingenommen wurde. Später wurde sie nach dem ungarischen Staatsmann und Heeresführer Johann Hunyadi in Hunyadi híd umbenannt. Analog dazu hieß auch die Verbindungsstraße zwischen der Inneren Stadt (Cetate) und der Josefstadt (Iosefin) damals Hunyadi út. Nachdem Timișoara 1919 an Rumänien gefallen war, trug die Brücke den von dem römischen Kaiser Trajan abgeleiteten Podul Traian.
2016 beschloss der Stadtrat von Timișoara die Änderung des Namens der Brücke in Podul Maria.